# Tempel 1
Tempel 1 (tên gọi chính thức: 9P/Tempel), là sao chổi có chu kỳ do nhà thiên văn học Wilhelm Tempel phát hiện vào năm 1867. Chu kỳ quỹ đạo của nó quanh Mặt Trời kéo dài khoảng 5,5 năm. Tempel 1 là mục tiêu thám hiểm của tàu Deep Impact, với nhiệm vụ chụp ảnh độ phân giải cao từ lớp vật chất bắn ra khi tàu này phóng một khối va chạm vào sao chổi năm 2005. Tàu vũ trụ Stardust đã đến chụp lại sao chổi một lần nữa vào ngày 15 tháng 2 năm 2011.